# أدلبرتو بالما
أدلبرتو بالما (بالإسبانية: Adalberto Palma) هو لاعب كرة قدم مكسيكي في مركز الدفاع، ولد في 3 فبراير 1981 في مدينة مكسيكو في المكسيك. لعب مع نادي أتلانتي ونادي ديبورتيفو تولوكا ونادي نيكاكسا.